# Oliver! (film)
Oliver! – brytyjski film muzyczny z 1968 roku w reżyserii Carola Reeda. Film był adaptacją musicalu pod tym samym tytułem z 1960 roku opartego na powieści Oliver Twist autorstwa Charlesa Dickensa.
Obraz nagrodzono sześcioma Oscarami, w tym dla najlepszego filmu roku.

## Fabuła
Dunstable, wczesny XIX wiek. 9-letni Oliver Twist jest jedną z sierot pracujących w nieludzkich warunkach w warsztacie dla sierot i ubogich. Zostaje z niego wyrzucony, gdy prosi o dokładkę jedzenia. Bedel przytułku, pan Bumble sprzedaje Olivera grabarzowi panu Sowerberry’emu jako pomocnika do przyuczenia. Inny pracownik Sowerberry’ego, Noah Claypole znęca się nad Oliverem. Gdy Oliver mu się stawia za obrażanie matki, trafia do piwnicy, gdzie ma oczekiwać kary. Widząc, że okno jest otwarte korzysta z okazji i ucieka w kierunku Londynu, licząc na wzbogacenie się tam.
Dotarłszy do Londynu, Oliver zaprzyjaźnia się z młodocianym kieszonkowcem Dodgerem. Wciela on Olivera do gangu innych młodocianych przestępców dowodzonych przez starego Żyda Fagina. Nocą, gdy chłopcy śpią, Fagin udaje się do tawerny, by spotkać się po odbiór skradzionych dóbr od swego dawnego wychowanka – włamywacza Billa Sikesa. Po jego powrocie Oliver widzi, że Fagin ma sekretną szkatułkę ze skradzionymi kosztownościami. Ten wyjaśnia, że to środki odłożone na starość. Nazajutrz, w imieniu Sikesa jego dziewczyna i inna wychowanica Fagina – prostytutka Nancy – i jej przyjaciółka Bet domagają się należnej zapłaty za skradzione dobra. Po tym Fagin wysyła chłopców na łowy.
Dodger i Charley okradają jednego bogatego dżentelmena, jednak to Oliver zostaje wzięty za kieszonkowca i po pościgu policja go aresztuje. Wściekły Fagin obawia się, że chłopiec wszystkich wyda. Nancy udaje się do magistratu, gdzie przerażony Oliver nic nie mówi, zaś księgarz Jessop zeznaje, że kradzieży dokonał kto inny. Bronlow, okradziony dżentelmen, przejęty losem Olivera zabiera go do siebie. Dodger, na polecenie Fagina i Sikesa, śledzi powóz Bronlowa. Oliver z nowym opiekunem mieszka w bogatej dzielnicy Bloomsbury Square. Uwagę Bronlowa zwraca podobieństwo jego zbiegłej z domu i zmarłej w wieku osiemnastu lat siostrzenicy Emily do Olivera. Sikes zmusza Nancy, by wspólnie z nim uprowadziła Olivera, który zostaje wysłany oddać książki panu Jessopowi.
W melinie Fagina wciąż jest obawa, że Oliver mógł się wygadać. Nancy jest wzburzona zachowaniem reszty i żałuje, że oddała Olivera z powrotem Faginowi, sądząc, że chłopiec trafi na złą drogę. Sikes grozi Faginowi śmiercią, że jeśli ktoś go wyda policji. Tymczasem pan Bumble i pani Corney szukający Olivera odwiedzają Brownlowa i informują, że Oliver miał ze sobą medalion swej matki. Brownlow odprawia ich z kwitkiem oskarżając o próbę wyłudzenia. Łączy jednak fakty i domyśla się, że Emily to matka Olivera, którego urodziła w przytułku. Sikes ku zgrozie Nancy zmusza Olivera na wspólnego włamu. Zaniepokojona Nancy udaje się do Brownlowa i przyznaje się do winy, nie wsypując Sikesa. Obiecuje, że przyprowadzi Olivera przy London Bridge o północy.
Tymczasem włam idzie niepomyślnie i Sikes wraca z Oliverem do tawerny. Nancy rozpętuje wśród bywalców taniec, dzięki czemu Oliver niespostrzeżenie umyka pilnującym go Sikesowi i Faginowi. Sikes śledzi Nancy prowadzącą Olivera na umówione miejsce z Brownlowem. Dopada ich i w szale zabija Nancy. Obawiając się aresztowania Sikes porywa Olivera i ucieka z nim do meliny złodziei. Na miejscu zbrodni gapie podążają tropem jego psa Bullseye’a. Fagin na widok nadciągającego tłumu ucieka wraz z chłopcami. W drodze gubi swoje sekretne środki w błocie. W trakcie ucieczki Sikes, używający Olivera jako zakładnika, zostaje zastrzelony przez policję. Fagin rozważa rozpoczęcie uczciwego życia, lecz widząc Dodgera, który jako jedyny go nie upuścił, uznaje, że obaj będą złodziejami do końca swych dni. Oliver zaś wraca do domu Brownlowa już jako jego wujeczny wnuk.

## Obsada
- Mark Lester – Oliver Twist
- Ron Moody – Fagin
- Shani Wallis – Nancy
- Oliver Reed – Bill Sikes
- Jack Wild – Jack „Artful Dodger” Dawkins
- Joseph O’Conor – pan Brownlow
- Megs Jenkins – pani Bedwin
- Harry Secombe – pan Bumble
- Peggy Mount – pani Corney
- Sheila White – Bet
- Hugh Griffith – magistrat
- Wensley Pithey – dr Grimwig
- James Hayter – pan Jessop
- Leonard Rossiter – pan Sowerberry
- Hylda Baker – pani Sowerberry
- Kenneth Cranham – Noah Claypole
- Elizabeth Knight – Charlotte
- Frederick Emney – kierownik warsztatu dla sierot

Źródło:

## Nagrody
| Nagroda                                   | Kategoria                          | Nominowani                                             | Wynik     | Źródło |
| ----------------------------------------- | ---------------------------------- | ------------------------------------------------------ | --------- | ------ |
| Nagroda Akademii Filmowej                 | Najlepszy film                     | John Woolf                                             | Wygrana   | [ 2 ]  |
| Nagroda Akademii Filmowej                 | Najlepsza reżyseria                | Carol Reed                                             | Wygrana   | [ 2 ]  |
| Nagroda Akademii Filmowej                 | Najlepszy aktor                    | Ron Moody                                              | Nominacja | [ 2 ]  |
| Nagroda Akademii Filmowej                 | Najlepszy aktor drugoplanowy       | Jack Wild                                              | Nominacja | [ 2 ]  |
| Nagroda Akademii Filmowej                 | Najlepszy scenariusz adaptowany    | Vernon Harris                                          | Nominacja | [ 2 ]  |
| Nagroda Akademii Filmowej                 | Najlepsza scenografia              | John Box, Terence Marsh, Vernon Dixon i Ken Muggleston | Wygrana   | [ 2 ]  |
| Nagroda Akademii Filmowej                 | Najlepsze zdjęcia                  | Oswald Morris                                          | Nominacja | [ 2 ]  |
| Nagroda Akademii Filmowej                 | Najlepsze kostiumy                 | Phyllis Dalton                                         | Nominacja | [ 2 ]  |
| Nagroda Akademii Filmowej                 | Najlepszy montaż                   | Ralph Kemplen                                          | Nominacja | [ 2 ]  |
| Nagroda Akademii Filmowej                 | Najlepsza muzyka w musicalu        | Johnny Green (adaptacja)                               | Wygrana   | [ 2 ]  |
| Nagroda Akademii Filmowej                 | Najlepszy dźwięk                   | Shepperton Studio Sound Department                     | Wygrana   | [ 2 ]  |
| Nagroda Akademii Filmowej                 | Nagroda Honorowa za choreografię   | Onna White                                             | Wygrana   | [ 2 ]  |
| American Cinema Editors                   | Najlepszy montaż filmu fabularnego | Ralph Kemplen                                          | Nominacja | [ 4 ]  |
| Nagroda Brytyjskiej Akademii Filmowej     | Najlepszy film                     | Carol Reed                                             | Nominacja | [ 5 ]  |
| Nagroda Brytyjskiej Akademii Filmowej     | Najlepsza reżyseria                | Carol Reed                                             | Nominacja | [ 5 ]  |
| Nagroda Brytyjskiej Akademii Filmowej     | Najlepszy aktor                    | Ron Moody                                              | Nominacja | [ 5 ]  |
| Nagroda Brytyjskiej Akademii Filmowej     | Najlepsze kostiumy                 | Phyllis Dalton                                         | Nominacja | [ 5 ]  |
| Nagroda Brytyjskiej Akademii Filmowej     | Najlepszy montaż                   | Ralph Kemplen                                          | Nominacja | [ 5 ]  |
| Nagroda Brytyjskiej Akademii Filmowej     | Najlepsza scenografia              | John Box                                               | Nominacja | [ 5 ]  |
| Nagroda Brytyjskiej Akademii Filmowej     | Najlepszy dźwięk                   | John Cox, Bob Jones                                    | Nominacja | [ 5 ]  |
| Nagroda Brytyjskiej Akademii Filmowej     | Najbardziej obiecujący aktor       | Jack Wild                                              | Nominacja | [ 5 ]  |
| Złote Globy                               | Najlepsza komedia/musical          | Carol Reed                                             | Wygrana   | [ 6 ]  |
| Złote Globy                               | Najlepszy aktor w komedii/musicalu | Ron Moody                                              | Wygrana   | [ 6 ]  |
| Złote Globy                               | Najlepszy aktor drugoplanowy       | Hugh Griffith                                          | Nominacja | [ 6 ]  |
| Złote Globy                               | Najlepsza reżyseria                | Carol Reed                                             | Nominacja | [ 6 ]  |
| Złote Globy                               | Najbardziej obiecujący aktor       | Jack Wild                                              | Nominacja | [ 6 ]  |
| Międzynarodowy Festiwal Filmowy w Moskwie | Nagroda specjalna                  | Carol Reed                                             | Wygrana   | [ 7 ]  |
| Międzynarodowy Festiwal Filmowy w Moskwie | Najlepszy aktor                    | Ron Moody                                              | Wygrana   | [ 7 ]  |

## Odbiór
Kazimierz Żórawski na łamach „Filmu” dał Oliverowi! ocenę pozytywną, określając go „dziełem doskonałym” w kategoriach musicalu. Chwalił m.in. Carola Reeda za odwoływanie się do najlepszych pierwowzorów musicalowych, a także wykorzystanie w obsadzie „najlepszych odtwórców scenicznej wersji musicalu”.